# 車軸藻綱
車軸藻綱（しゃじくそうこう、学名：Charophyceae）は、下位分類にシャジクモ目を含む藻類の分類群のことであるが、分類体系によってその範囲が異なる。おおよそ狭義と広義があるが、狭義の場合にはシャジクモ目のみを含み、広義の場合には陸上植物に近縁な藻類全体を含む。後者の場合には側系統となる。

## 概要
車軸藻類は、他の緑藻類とその体制が大きく異なることから、古くから独立の綱を与えられることが多かった。後年、緑藻内の理解が深まると、ホシミドロ目等との近縁性が判明し、これを加えた広義車軸藻綱が一般的となる。またさらに近年になると、ストレプト植物の下位分類として陸上植物との姉妹関係が明確になり、広義車軸藻綱の側系統性が指摘されることとなる。
またストレプト植物というくくりを採用した場合にも、その周辺の階層分類をどう整理するのかという問題も残っている。（ストレプト植物、車軸藻植物門参照）